# Scăești
Scăeşti é uma comuna romena localizada no distrito de Dolj, na região de Oltênia. Sua população era de 2173 habitantes segundo o censo de 2007.